# Saint-Germain-des-Angles
Saint-Germain-des-Angles è un comune francese di 218 abitanti situato nel dipartimento dell'Eure nella regione della Normandia.

## Società

### Evoluzione demografica
Abitanti censiti